# Glypta meritanae
Glypta meritanae là một loài tò vò trong họ Ichneumonidae.